# Fábio Pereira da Silva
Fábio Pereira da Silva (født 9. juli 1990 i Petrópolis, Rio de Janeiro), også kendt som Fábio eller Fábio da Silva, er en brasiliansk fodboldspiller, der i øjeblikket spiller som venstre back for Middlesbrough F.C. Ham og hans tvillingebror Rafael skrev under med Manchester United fra Fluminense i februar 2007, men han var ikke i stand til at spille nogle kampe indtil den 18. juli 2008.

## Karriere

### Tidlige år
Han blev født i Petrópolis, Rio de Janeiro. Fábio begyndte sin fodboldkarriere som defensiv midtbanespiller med sin lokalklub Boa Esperança, men han skiftede senere til venstre back, da han tilsluttede sig Fluminense i Rio de Janeiro Sammen med Fluminese deltog Fábio i Nike Premier Cup 2005 i Tokyo, hvor han blev spottet af Manchester United-spejderen Les Kershaw, som, der bemærkede at de to tvillinger mindede om "to små dværge". Kershaw ringede derfor til Manchester United-manageren Alex Ferguson, og anbefalede ham at få klubben til at skrive under med Da Silva-tvillingerne. De to klubber aftale en handel i februar 2007, og tvillingerne flyttede til Manchester i januar 2008 uden nogensinde at have spillet for Fluminenses førstehold.

### Manchester United F.C.
På trods af underskriften med klubben i februar 2007, var Fábio ikke i stand til at blive registreret som en Manchester United-spiller eller spille i kampe for klubben indtil sin 18-års fødselsdag den 9. juli 2008. Han fik sin første optræden for Manchester United den 4. august 2008, da han blev skiftet ind i halvlegen i stedet for Patrice Evra i en 2-0-venskabskampssejr ude mod Peterborough United. Hans indsats i kampen blev rost, og ’Today’ udtalte "Manchester United fandt endelig ud af hvad de manglede". Han har siden spillet i tre kampe for klubbens reservehold, og han har scoret et mål, og han var med på bænken i Uniteds anden ligakamp på sæsonen mod Portsmouth den 25. august 2008. Men Fábios konkurrencemæssige debut for Manchester Uniteds førstehold er blevet forsinket af en skulderskade som krævede operation.

### Queens Park Rangers F.C.
Den 2. juli 2012 blev Fabio grundet manglende kamperfaring udlejet til Queens Park Rangers. Leje kontrakten ville vare indtil slutningen af 2013 sæsonen.
Han fik sin debut imod Swansea City i 5-0 sejren.
Han fik i alt 21 ligakampe for klubben.

### Cardiff City F.C.
Den 29. januar 2014 skiftede Fabio til Cardiff City.
Fabio fik den 1. februar 2014 sin debut for Cardiff, i en Premier League-kamp imod Norwich City. Fabio startede inde som højre back, men blev dog skiftet ud i 74' minut.

## International karriere
Fábio har spillet internationalt for Brasiliens U/17-fodboldlandshold, og han var kaptajn for Brasilien under U/17-VM 2007, hvor han scorede to gange, der gjorde ham til holdets samlede topscorer.

## Spillestil
Sammen med sin bror, er Fábio blevet rost for sin energiske stil, og han er blevet beskrevet som en "brillant fodboldspiller" af Sir Alex Ferguson. Les Kernshaw, den tidligere Manchester United-akademimanager, som havde spottet dem, beskrev parret som "to små dværge", og han roste hvordan "når de bliver fældet, kommer de bare direkte op igen, og så er de klar igen. De skød til bolden . . . rigtig, rigtig hurtigt". The Times har kaldt dem "Brasiliens svar på Neville-brødrene". Baseret på hans angribeevne og instinkter, har Manchester United foreslået, at Fabio sammen med Rafael kunne blive sat ind på midtbanen såvel som i forsvaret.